# 시로다군 (돌니실롱스크주)

돌니실롱스크주 지도에 표시된 시로다군의 위치

시로다군(폴란드어: powiat średzki)은 폴란드 돌니실롱스크주에 위치한 군으로 군청 소재지는 시로다실롱스카이며 면적은 703.68km2, 인구는 54,646명(2019년 6월 30일 기준), 인구 밀도는 78명/km2이다.
북쪽으로는 보우프군, 북동쪽으로는 트셰브니차군, 동쪽으로는 브로츠와프시, 브로츠와프군, 남쪽으로는 시비드니차군, 서쪽으로는 야보르군, 레그니차군과 접한다. 5개 지방 자치체(1개 도시형 농촌, 4개 농촌)를 관할한다.

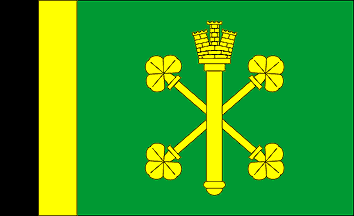
군기
군 문장